# Нунцијe
Нунције или апостолски нунције (лат.  — „посланик”) је папин посланик при некој страној влади, односно стални дипломатски представник Свете столице при некој држави с којом она има регуларне дипломатске односе. Према Бечкој конвенцији о дипломатским односима, нунције има исти ранг као и амбасадор.
Дипломатско представништво на чијем челу се налази нунције назива се нунцијатура, а тако се назива и обављање службе нунција.
Нунцији су у правилу титуларни надбискупи, не припадају католичкој хијерархији у држави приматељици и основни им је задатак развијање дипломатских односа с државом приматељицом и старање у вези с Католичком црквом у држави приматељици.
У многим, претежно католичким државама, нунциј је увек доајен дипломатског збора, а уколико то није, Света столица у таквим државама, на пример, у СФР Југославији акредитовала пронунција, који се налазио у истом разреду као и нунције, али је са том праксом престала 1991. године.